# 佐藤みつ子
佐藤みつ子（さとう みつこ　1943年-）は、日本の看護学者。専門分野は看護教育学。山梨大学名誉教授、SBC東京医療大学健康科学部看護学科長。

## 来歴
1965年国立東京第一病院附属高等看護学院卒業、国立東京第一病院看護婦、1969年東京都立看護専門学校専任教員、1971年東京都立新宿高等看護学院、1982年東京都衛生局医務部看護課看護教員養成担当、1984年 東京都立荏原看護専門学校、1986年東京都立医療技術短期大学講師、看護教員養成講座。
1990年日本大学法学部卒業、1996年山梨医科大学医学部看護学科助教授、2000年教授、2002年山梨大学教授、2008年山梨大学看護学会奨励賞。
帝京大学医療技術学部・大学院教授、国際医療福祉大学大学院教授／生涯学習センター長、2010年了徳寺大学看護学科準備室長、健康科学部看護学科長、2024年SBC東京医療福祉大学看護学科長。

## 著書
- 宇佐美千恵子, 青木康子と共著『看護教育における授業設計』 医学書院、1993年
- 編著『わかりやすい指導案作成』教育メディア、1996年
- 編著『成人看護学実習指導案の作成と展開』教育メディア、1998年
- 編著『わかりやすい成人看護学実習指導案の作成と展開』リフレ出版 、2003年
- 編著『看護師国家試験必修問題 : わかりやすい解説付』PILAR PRESS、2016年

## ＤＶＤ監修
- 「看護における環境調整技術」2008年
- 「看護におけるKYT（危険予知トレーニング）（全3巻）」2015年
- 「映像でやさしく学ぶ　生命倫理と看護倫理の基礎（全5巻）」2017年
- 「清潔ケア　2020年版」